# 学生三代記
『学生三代記』（がくせいさんだいき）は、第二次世界大戦前に製作された日本の映画シリーズである。1930年（昭和5年）のマキノ・プロダクション御室撮影所製作、マキノキネマ配給作品で、『学生三代記 天保時代』の時代劇、『学生三代記 明治時代』と『学生三代記 昭和時代』の現代劇の全3篇からなるサイレント映画のコメディ作品で、『昭和時代』は短篇全8話をあつめたオムニバスである。同年4月10日の劇場初公開時には、全3篇を3本立てにして同時上映された。
本作のオリジナルネガや上映ポジプリントは、御室撮影所の火災（1932年）による焼失あるいは散逸し、長らく現存は絶望視されていたが、2006年、『昭和時代』の一部が家庭用普及版16ミリのプリントで発見、翌2007年、復元された。

## 概要

### マキノ・ジュニアの苦難と明るさ
本作が製作される2年前、1928年（昭和3年）の4月、片岡千恵蔵、嵐寛寿郎ら若手スターを中心とした俳優50数名が総退社する事件が起きた（日本映画プロダクション連盟の項を参照）が、その苦境を『浪人街 第一話 美しき獲物』に代表される、「監督マキノ正博、脚本山上伊太郎、撮影三木稔」の青春トリオ作品により、新スターの発掘で乗り切ったマキノ・プロダクションは、その翌年の1929年（昭和4年）7月5日、同社を率い、「大将」と慕われた牧野省三の死去により、かつての神話的なまでの求心力を失いつつあった。
牧野の没後50日を迎えた同年9月、東亜キネマ等持院撮影所長だった小笹正人を所長に迎え、牧野の長男・マキノ正博を中心とした新体制が発表された（マキノ・プロダクション#牧野省三没後の体制の項を参照）。南光明、谷崎十郎、根岸東一郎、河津清三郎といった『浪人街』以来の新スターや、当時まだ21歳であったマキノ正博と同世代の若い監督の名が列挙されているが、経営的には困窮の時期を迎えていた。明けて1930年（昭和5年）の春に製作され、「マキノ超特作映画」と銘打ち、同年4月10日に「新宿劇場」を皮切りに公開されたのが、本作全3作である。
『学生三代記 天保時代』には、根岸東一郎が主演、マキノ登六、新見映郎といった先代牧野の時代から同社の主演・助演をつとめてきた俳優が出演、『学生三代記 明治時代』には、南光明が主演、沢村国太郎、マキノ智子といったマキノ家筋の俳優のほか、2年前に退社、インディペンデント系の「中根龍太郎喜劇プロダクション」を興して失敗し、その後は松竹にいたが牧野の没後に同社に戻ってきた中根龍太郎が出演している。『学生三代記 昭和時代』では、津村博、河津清三郎といった主演・助演級の俳優が、オムニバスでつぎつぎに主演している。
また、『学生三代記 明治時代』、『学生三代記 昭和時代』のオリジナル脚本は、マキノ傘下の勝見庸太郎プロダクション専属、当時24歳の若手脚本家・八田尚之が起用されている。
なお、本作公開の1930年暮れには、同社は賃金未払いが起き、ストライキが起き、翌1931年（昭和6年）1月には製作が再開されるが、俳優の流出は防げず、同年4月末で作品のリリースが止まり、同年10月には解散することとなった。

### 発見と復元
2006年（平成18年）冬、東京の非営利活動法人映画保存協会が、個人宅からオムニバス『学生三代記 昭和時代』全8話のうち、「下宿の巻」および「野球の巻」の計15分程度の家庭用普及版「マキノ・グラフ」の16ミリポジプリントを発掘した。同協会は、京都の立命館大学アートリサーチセンターで「マキノプロジェクト」を主宰する冨田美香助教授の協力を得て、国立近代美術館フィルムセンターとIMAGICAによって、2007年（平成19年）、同作のHDテレシネによる復元と国による所蔵がなされた。
復元を経た『学生三代記 昭和時代 下宿の巻・野球の巻』は、2008年（平成20年）3月、フィルムセンター大ホールで上映された。また、同作は、1956年（昭和31年）12月31日以前に製作された作品のため、著作権の保護期間は終了しており（commons:Template:PD-Japan-oldphoto/ja参照）、同協会によって編集された、同作の20秒ほどの抜粋映像をYouTubeで試聴することが可能となっている（#外部リンク）。

## 作品データ

### 学生三代記 天保時代
- 総指揮　マキノ正博
- 監督　阪田重則、松田定次、三上良二
- 原作　松本健二郎
- 脚本　松本健二郎
- 撮影　三木稔、松浦茂、大森伊八
- 出演　根岸東一郎、マキノ登六、新見映郎、浅草寿子、和田咲子

### 学生三代記 明治時代
- 総指揮　マキノ正博
- 監督　マキノ正博、阪田重則、並木鏡太郎、久保為義
- 原作　八田尚之
- 脚本　八田尚之
- 撮影　三木稔、松浦茂、大森伊八
- 出演　南光明、中根龍太郎、沢村国太郎、マキノ智子、松浦築枝

### 学生三代記 昭和時代
- 総指揮　マキノ正博
- 監督　マキノ正博、川浪良太、滝沢英輔
- 原作　八田尚之
- 脚本　八田尚之
- 撮影　三木稔、松浦茂、大森伊八
- 出演　大貫憲二、和田咲子、野村昌春、三好絹子、津村博、秋田伸一、マキノ智子、河津清三郎、孫孝雄、横沢四郎、砂田駒子、泉清子、寺井幾夫、山口タカシ、志茂山剛
- 構成　「下宿の巻」、「野球の巻」ほかの全8話

下宿の巻
- 出演　津村博、泉清子、寺井幾夫

野球の巻
- 出演　横沢四郎、砂田駒子、山口タカシ、志茂山剛

## 関連事項
- マキノ・プロダクション （牧野省三）
- 日本映画プロダクション連盟 （片岡千恵蔵、嵐寛寿郎）

## 註
1. 1 2  京都新聞の記事「幻のマキノ映画を発見『学生三代記』立命大が復元、公開へ」（2007年4月10日付）の記述を参照。2008年2月14日閲覧。
2. ↑  「映画保存協会」公式サイトの「第三回映画の里親『学生三代記 昭和時代［マキノ・グラフ版］』の復元」（2008年2月10日付）の記述を参照。
3. ↑  国立近代美術館フィルムセンター公式サイト内の「生誕百年 映画監督マキノ雅広 2 作品詳細1」の記述を参照。